# Pierre Bousmanne
Pierre Félicien Bousmanne (Brussel, 11 april 1925) was een Belgisch hockeyer.

## Levensloop
Bousmanne was actief bij RRC Bruxelles. Daarnaast maakte hij deel uit van het Belgisch hockeyteam. Met de nationale ploeg nam hij onder meer deel aan de Olympische Zomerspelen van 1952.
Zijn schoonbroer Jacques Kielbaye was eveneens actief in het hockey.